# سارة (فلم)
سارة هو فيلم كوميدي مغربي من إخراج سعيد الناصري سنة 2013، و بطولة كل من سعيد الناصري، ليلى حديوي، إيمان نخاد، وآخرين.

## القصة
يحكي الفيلم قصة سجين سابق ومتشرد (سعيد الناصيري)، يتبنى بطريقة غير شرعية طفلة تبلغ تسع سنوات (إيمان نخاد)، يلقنها كل أنواع النصب والاحتيال لمواجهة قسوة الشارع، لتستمر مغامرتهما إلى أن صادفا سيدة أعمال أرملة (ليلى حديوي)، لم يستطيعا كبح رغبتهما في استغلال منزلها وأموالها، لكنهم سيتعلقون ببعضهم البعض، خاصة بعد أن وجد الأب فيها الأم المثالية للطفلة.